# Brumovice (ort i Tjeckien, Södra Mähren)
Brumovice är en ort i Tjeckien.   Den ligger i regionen Södra Mähren, i den sydöstra delen av landet, 220 km sydost om huvudstaden Prag. Brumovice ligger 195 meter över havet och antalet invånare är 933.
Terrängen runt Brumovice är platt. Runt Brumovice är det ganska tätbefolkat, med 96 invånare per kvadratkilometer. Närmaste större samhälle är Kyjov, 17,4 km öster om Brumovice. Trakten runt Brumovice består till största delen av jordbruksmark.